# Canton de Bertincourt
Le canton de Bertincourt est une ancienne division administrative française située dans le département du Pas-de-Calais et la région Nord-Pas-de-Calais.

## Géographie

Le Canton de Bertincourt dans l'arrondissement d'Arras

Ce canton est organisé autour de Bertincourt dans l'arrondissement d'Arras. Son altitude varie de 67 m (Havrincourt) à 137 m (Rocquigny) pour une altitude moyenne de 118 m.

## Histoire
De 1833 à 1848, les cantons de Bertincourt et de Marquion avaient le même conseiller général. Le nombre de conseillers généraux était limité à 30 par département.

## Représentation

### conseillers généraux de 1833 à 2015
| Période | Période      | Identité                                                          | Étiquette    | Qualité |
| ------- | ------------ | ----------------------------------------------------------------- | ------------ | --- |
| 1833    | 1836         | François Brutus Wagrez                                            |              | Propriétaire à Beaumetz-lès-Cambrai |
| 1836    | 1847         | Charles Dubuisson (1778-1849)                                     |              | Ancien capitaine de cavalerie Maire d'Inchy (1812-1849)                                                                                            |
| 1847    | 1892 (décès) | Marquis Alphonse Pierre de Cardevac d'Havrincourt                 | Droite       | Officier d'artillerie, Chambellan de l'Empereur Napoléon III, Député (1849-1851, 1863-1869, 1877-1881), Sénateur (1886-1891), maire d'Havrincourt. |
| 1892    | 1901         | Marquis Emery Henri de Cardevac d'Havrincourt (fils du précédent) | Droite       | Fabricant de sucre et raffineur à Havrincourt Maire d'Havrincourt                                                                                  |
| 1901    | 1913         | Augustin Lecomte                                                  | Républicain  | Agriculteur - Maire d'Haplincourt |
| 1913    | 1919         | Auguste Charles Manoury                                           | Rad.         | Propriétaire, maire de Metz-en-Couture, conseiller d'arrondissement                                                                                |
| 1919    | 1925         | Victor Alphonse Albert Versmée (1882-1963)                        | URD          | Notaire à Bertincourt |
| 1925    | 1937         | Auguste Charles Manoury                                           | Rad.         | Propriétaire - Maire de Metz-en-Couture |
| 1937    | 1940 (décès) | Georges Durieux (1882-1940)                                       | Rad.         | Agriculteur et brasseur Maire de Bertincourt, ancien conseiller d'arrondissement                                                                   |
|         |              |                                                                   |              | |
| 1945    | 1982         | Émile Durieux (fils du précédent)                                 | SFIO puis PS | Agriculteur Sénateur (1959-1983) Maire de Bertincourt (1945-1983) Président du Conseil Général (1954-1966)                                         |
| 1982    | 1999 (décès) | Jean Bachelet                                                     | RPR          | Garagiste, maire d'Hermies |
| 1999    | 2015         | Jean-Claude Hoquet                                                | DVD puis PS  | Médecin Maire d'Hermies |

### Conseillers d'arrondissement (de 1833 à 1940)
| Période                                  | Période      | Identité                     | Étiquette            | Qualité |
| ---------------------------------------- | ------------ | ---------------------------- | -------------------- | --- |
| 1833                                     | 1836         | M. Deprez                    |                      | Cultivateur à Bertincourt                                                                                   |
| 1836                                     | 1845         | M. Legentil                  |                      | Propriétaire à Bus                                                                                          |
| 1845                                     | 1852         | M. Baudet                    |                      | Notaire à Bertincourt                                                                                       |
|                                          |              |                              |                      | |
| av.1884                                  |              | Albert Bancourt              |                      | Propriétaire à Ruyaulcourt                                                                                  |
|                                          |              |                              |                      | |
| av.1892                                  |              | M. Méhay                     |                      | Cultivateur à Bertincourt                                                                                   |
|                                          |              |                              |                      | |
| 1904                                     | 1913         | Auguste Charles Manoury      | Républicain          | Propriétaire, maire de Metz-en-Couture                                                                      |
| 22 sept. 1913                            | 1919         | Oscar Lesage                 | Républicain          | Cultivateur, maire de Trescault                                                                             |
| 1919                                     | 1922         | Georges Durieux              | Radical              | Agriculteur et brasseur, maire de Bertincourt (1919-1940)                                                   |
| 1922                                     | 1926 (décès) | Jean Godin (1882-1926)       | Républicain          | Agriculteur à Metz-en-Couture                                                                               |
| 14 nov. 1926                             | 1934         | Fernand Pradoura (1886-1944) | Républicain          | Maire d'Hermies                                                                                             |
| 1934                                     | 1940         | Henri Val (1893-1960)        | Républicain national | Cultivateur, maire de Barastre (1923-1938)                                                                  |
| 1940                                     |              |                              |                      | Les conseils d'arrondissement ont été suspendus par la loi du 12 octobre 1940 et n'ont jamais été réactivés |
| Les données manquantes sont à compléter. |              |                              |                      | |

## Composition
Le canton de Bertincourt groupe 18 communes et compte 6 366 habitants (recensement de 1999 sans doubles comptes).
| Communes             | Population (2012) | Code postal | Code Insee |
| -------------------- | ----------------- | ----------- | ---------- |
| Barastre             | 232               | 62124       | 62082      |
| Beaumetz-lès-Cambrai | 541               | 62124       | 62096      |
| Bertincourt          | 886               | 62124       | 62117      |
| Beugny               | 319               | 62124       | 62122      |
| Bus                  | 105               | 62124       | 62189      |
| Haplincourt          | 210               | 62124       | 62410      |
| Havrincourt          | 374               | 62147       | 62421      |
| Hermies              | 1 130             | 62147       | 62440      |
| Lebucquière          | 231               | 62124       | 62493      |
| Léchelle             | 60                | 62124       | 62494      |
| Metz-en-Couture      | 602               | 62124       | 62572      |
| Morchies             | 189               | 62124       | 62591      |
| Neuville-Bourjonval  | 194               | 62124       | 62608      |
| Rocquigny            | 281               | 62450       | 62715      |
| Ruyaulcourt          | 295               | 62124       | 62731      |
| Trescault            | 188               | 62147       | 62830      |
| Vélu                 | 136               | 62124       | 62840      |
| Ytres                | 393               | 62124       | 62909      |

## Démographie
| 1962  | 1968  | 1975  | 1982  | 1990  | 1999  | 2006  | 2011  | 2012  |
| ----- | ----- | ----- | ----- | ----- | ----- | ----- | ----- | ----- |
| 7 702 | 7 346 | 6 853 | 6 363 | 6 177 | 6 366 | 6 378 | 6 712 | 6 755 |